# Mautodontha ceuthma
Mautodontha ceuthma је пуж из реда Stylommatophora и фамилије Charopidae. 

## Угроженост
Ова врста је крајње угрожена и у великој опасности од изумирања.

## Распрострањеност
Француска Полинезија.

## Станиште
Врста Mautodontha ceuthma има станиште на копну.